# روبرتو هودج
روبرت هودج (Roberto Hodge Rivera) (مواليد 30 يوليو 1944) هو لاعب كرة قدم. يلعب مع منتخب تشيلي لكرة القدم. سبق له أن لعب في كأس العالم لكرة القدم مع منتخب بلاده.

## وصلات خارجية
- روبرت هودج على موقع الاتحاد الدولي (مؤرشف)  (الإنجليزية)
- روبرت هودج على موقع قاعدة بيانات كرة القدم.إي يو (الإنجليزية)
- روبرت هودج على موقع ناشيونال فوتبول تيمز (الإنجليزية)